# Truxalis
Truxalis is een geslacht van rechtvleugeligen uit de familie veldsprinkhanen (Acrididae). De wetenschappelijke naam van dit geslacht is voor het eerst geldig gepubliceerd in 1775 door Fabricius.

## Soorten
Het geslacht Truxalis omvat de volgende soorten:
- Truxalis afghana Bey-Bienko, 1963
- Truxalis annulata Thunberg, 1815
- Truxalis arabica Uvarov, 1933
- Truxalis bolivari Dirsh, 1950
- Truxalis burtti Dirsh, 1950
- Truxalis conspurcata Klug, 1840
- Truxalis eximia Eichwald, 1830
- Truxalis fitzgeraldi Dirsh, 1950
- Truxalis grandis Klug, 1830
- Truxalis guangzhouensis Liang, 1989
- Truxalis huangliuensis Liu & Li, 1995
- Truxalis indica Bolívar, 1902
- Truxalis johnstoni Dirsh, 1950
- Truxalis longicornis Krauss, 1902
- Truxalis mesopotamica Dirsh, 1950
- Truxalis nasuta Linnaeus, 1758
- Truxalis obesa Bey-Bienko, 1960
- Truxalis philbyi Dirsh, 1951
- Truxalis procera Klug, 1830
- Truxalis robusta Uvarov, 1916
- Truxalis rubripennis Dirsh, 1950
- Truxalis siamensis Dirsh, 1950
- Truxalis viridifasciata Krauss, 1902